# خافيير مويسيس هرنانديز
خافيير مويسيس هرنانديز (بالإسبانية: Javier Moises Hernandez)‏ (23 أبريل 1985 في السلفادور - ) هو لاعب كرة قدم سلفادوري في مركز الوسط. شارك مع منتخب السلفادور لكرة القدم. أما مع النوادي، فقد لعب مع C.D. Aspirante ‏ وC.D. Vista Hermosa ‏ وADI F.C. ‏ وC.D. Dragón ‏ وC.D. Platense Municipal Zacatecoluca ‏ ونادي أكويلا.

## وصلات خارجية
- خافيير مويسيس هرنانديز على موقع قاعدة بيانات كرة القدم.إي يو (الإنجليزية)